# Ptolémée II
Pour les articles homonymes, voir Ptolémée (homonymie) et Philadelphe.
Ptolémée II Philadelphe (« Qui aime son frère / sa sœur »), en grec ancien Πτολεμαίος Φιλάδελφος / Ptolemaios Philadelphos, né vers 309-308 à Cos et mort le 28 ou 29 janvier 246 à Alexandrie, est un roi et un pharaon d'Égypte de la dynastie lagide, fils de Ptolémée Ier Sôter. Il épouse sa sœur Arsinoé II en 275, inaugurant les unions consanguines qui deviennent habituelles chez les souverains lagides.
Son règne correspond à une période de prospérité et d'expansion du royaume lagide. Il concourt à réaliser un certain syncrétisme entre les civilisations grecque et égyptienne et œuvre à faire de son royaume le foyer principal de la culture hellénistique en faisant construire le musée et la bibliothèque d'Alexandrie. En plus de l'Égypte, l'empire lagide englobe alors une grande partie de la mer Égée et du Levant. Il poursuit une politique étrangère agressive et expansionniste avec un succès mitigé. De 275 à 271, il conduit la première guerre de Syrie contre les Séleucides et étend la domination lagide en Cilicie et en Carie, mais perd le contrôle de la Cyrénaïque après la défection de son demi-frère Magas. Durant la guerre chrémonidéenne (268-261), Ptolémée II affronte les Antigonides pour le contrôle de la mer Égée et subit de sérieux revers. Il s'ensuit une deuxième guerre de Syrie (260-253) au cours de laquelle une grande partie des gains de la première guerre sont perdus.

## Règne

### Roi divinisé

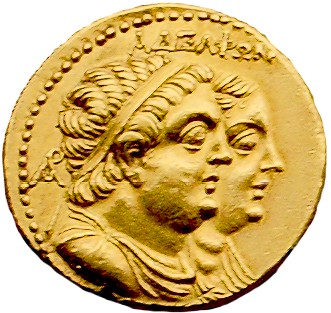
Monnaie à l'effigie de Ptolémée II et Arsinoé II.

Fils de Ptolémée Ier et de Bérénice Ire (sa quatrième épouse), il est associé au trône vers 285 av. J.-C., entraînant l'exil de Ptolémée Kéraunos, l'héritier présomptif. À la mort de son père en 282, il lui succède à 25 ans, comme roi d'Égypte. Ptolémée et sa veuve constituent déjà les « Dieux Sauveurs » (Theoi Sôtères), première étape vers la divinisation des souverains ptolémaïques. Ce culte, rattaché à celui d'Alexandre le Grand, est purement grec à l'origine ; il vise d'abord à consolider la dynastie et à recueillir la piété des sujets grecs de l'empire. En 260, il instaure le culte royal dans les temples égyptiens, ce qui laisse à supposer qu'il ait reçu le titre de pharaon.
De sa première épouse, Arsinoé Ire, fille de Lysimaque, il aurait eu trois enfants dont Ptolémée III, son successeur. Son épithète, Philadelphe, lui vient de l'amour qu'il aurait porté à sa sœur Arsinoé II, qu'il épouse en secondes noces en 275. Reine énergique, la souveraine influence la politique extérieure de son frère/époux, notamment concernant la Macédoine et la mer Egée. Ptolémée II la divinise à sa mort en 270 en lui donnant le nom cultuel de Philadelphos (« Qui aime son frère »). Il exige qu'Arsinoé soit l'objet d'un culte dans les sanctuaires indigènes au titre de synnaos theos (« divinité qui partage le temple »). Étant désormais le veuf d'une déesse, il devient aisé pour Ptolémée II de devenir lui-même un dieu ; il forme avec sa sœur-épouse la dyade des Theoi Adelphoi (« Dieux Frères »). À sa suite, les souverains lagides sont l'objet d'un culte officiel en tant que divinité royale, cela en vue de considérations politiques évidentes.
Ptolémée II est apparemment le premier souverain lagide à se faire couronner comme pharaon par les prêtres égyptiens. Une inscription du temple d’Edfou indique qu’Horus lui a livré la terre d’Égypte avec ses titres de propriété rédigés par le greffier divin Thot. Successeur des pharaons, dieu vivant, c’est de lui que tous les prêtres tiennent leur ministère. Il administre directement et perçoit les revenus de la terre sacrée qui comporte toujours d’immenses domaines fonciers et des ateliers (de tissage par exemple).
Callixène de Rhodes décrit la procession des somptueuses fêtes instituées au début du règne de Ptolémée Philadelphe, et mentionne ses participants, comme le rapporte Athénée. Roi lettré, il a attiré à la bibliothèque d'Alexandrie des poètes comme Alexandre d'Étolie, Philiscos de Corcyre, Homère le Jeune, Éantide, Sosiphane et Lycophron, comme le rapporte la Souda, ainsi que Callimaque de Cyrène ou encore Théocrite. Il fait d'Alexandrie un phare intellectuel de la période hellénistique.

### Ptolémée et les guerres de Syrie
Au moment de la plus grande expansion de son royaume, Ptolémée II possède, en plus de      l'Égypte, Chypre, la Pamphylie, la Lycie, l'Ionie et la Cœlé-Syrie et exerce son hégémonie sur la Confédération des Cyclades. Il entreprend deux guerres de Syrie contre les Séleucides qui cherchent à étendre leur domination sur la Cœlé-Syrie alors que le Lagide n'a pas perdu ses ambitions en Asie Mineure.
En 279 av. J.-C., les forces de Ptolémée II s'installent à Samos et dans des cités de Carie (Halicarnasse, Myndos et Caunos) aux dépens d'Antiochos Ier qui préfère conclure un traité de paix. Ptolémée peut donc commencer à étendre sa domination maritime sans trop de résistance. La première guerre de Syrie débute en 274 quand Antiochos Ier tente d'étendre son empire à la Syrie : il occupe la Cœlé-Syrie tandis que Magas, demi-frère de Ptolémée II et roi autoproclamé de Cyrénaïque, envahit l'Égypte. Cependant Magas doit faire demi-tour car une révolte de nomades survient dans son royaume ; de son côté, Ptolémée II est retenu par une mutinerie provoquée par ses 4 000 mercenaires galates stationnés à Memphis qui voulaient s'emparer du trésor royal et conquérir la Basse-Égypte. Une réconciliation entre les demi-frères se produit à une date inconnue ; Ptolémée II se fiance à la fille de Magas, Bérénice II, qui par la suite se marie à Ptolémée III. Dans le même temps, Ptolémée II fait la reconquête des territoires perdus et conclut en 271 la première guerre de Syrie en prenant la Cilicie orientale et la Phénicie aux dépens d'Antiochos.
Ptolémée II profite de l'avènement d'Antiochos II en 261 pour prendre Éphèse et Milet, déclenchant la deuxième guerre de Syrie. Antiochos II réagit vigoureusement en s'alliant avec Antigone II Gonatas ; assuré de la domination sur la Grèce centrale, le roi de Macédoine entend mener une politique agressive dans les îles Égéennes et se mêler aux guerres entre Séleucides et Lagides, en allié fidèle des premiers. La flotte de Ptolémée II est vaincue au large de Cos par Antigone II Gonatas vers 262/261 ; Ptolémée II semble avoir dû abandonner ses possessions en Cilicie, en Pamphylie et en Ionie, tandis qu'Antiochos II recouvre Milet et Éphèse. Mais la Macédoine doit se retirer du conflit quand se déclare une rébellion à Corinthe et à Chalcis en 253, sans doute à l'instigation de Ptolémée II. Vers 250, la flotte ptolémaïque défait de façon décisive les Macédoniens et remet en cause leur influence dans les Cyclades. Pour sceller la fin la deuxième guerre de Syrie vers 253, Ptolémée II offre sa fille richement dotée, Bérénice Syra, en mariage à Antiochos II qui répudie pour cela sa première épouse, Laodicé.
La défaite lagide marque le rétablissement, provisoire, des Séleucides sur les côtés d'Anatolie et le début de la domination de Rhodes dans la mer Égée, sachant que la Confédération des Cyclades disparait au milieu du IIIe siècle.

### Bilan des guerres sousPtoléméeII
- La première guerre de Syrie (274 - 271) s'achève par un statu quo. Antiochos Ier prit le contrôle de territoires lagides sur la côte syrienne et au sud de l'Anatolie, mais Ptolémée II reconquit ces terres en 271.
- La seconde guerre de Syrie (260 - 253) s'achève par une défaite lagide.
- Ptolémée II perd presque toutes ces possessions en Asie mineure et en mer Egée (252 av. J.-C.)
- Campagne militaire en Cyrénaïque entre 250 et 246 av. J.-C., qui est un succès pour le pharaon.

### Roi bâtisseur
Ptolémée II entreprend de grand travaux notamment à Alexandrie qui devient l'une des plus grandes métropoles de la Méditerranée et compte plus de 400 000 habitants, Naucratis, Philæ et Tanis. Il développe également la région du Fayoum et enrichit la bibliothèque d'Alexandrie, en y faisant venir Démétrios de Phalère. Ainsi, la bibliothèque atteindra le chiffre impressionnant d'ouvrages avec plus de 490 000 rouleaux sous Ptolémée III. C'est sous son règne que s'achèvent les travaux du phare d'Alexandrie. Il apparaît finalement être le plus cultivé des rois hellénistiques de son temps. En 280 av. J.-C., il fonde en l'honneur de son père les Ptolemaieia sur le modèle des Jeux olympiques avec concours hippique, athlétique et musical précédés de sacrifices, d'une immense procession et de banquets.. Il y invite tous les sujets de son empire et ainsi que les États grec dans le cadre du culte voué à ses parents, les « Dieux Sauveurs » (Theoi Sôtères). Les Ptolemaieia sont destinés à faire d'Alexandrie le nouveau centre culturel du monde grec et servent de propagande politique.

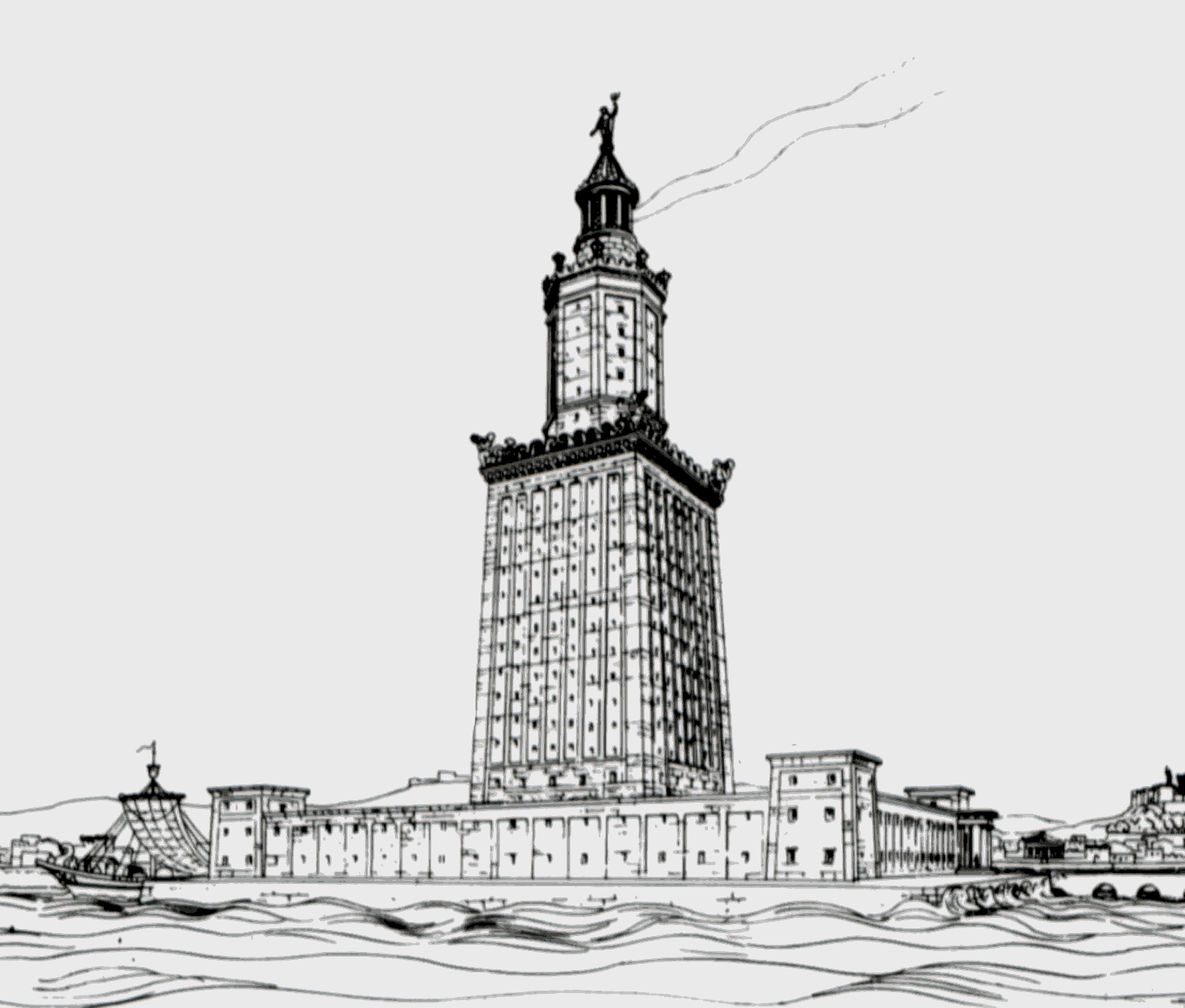
Représentation du phare d'Alexandrie.

Il envoie par ailleurs des ambassadeurs à Rome et auprès de l'Empire maurya en Inde comme l'atteste Pline l'Ancien. Il est aussi mentionné, avec notamment Antigone II Gonatas et Antiochos II, dans les édits d'Ashoka (Édit no 13 d'Ashoka) comme l'un des bénéficiaires d'une mission de prosélytisme bouddhiste envoyée par l'empereur de la dynastie Maurya.

### Ptolémée et laSeptante
Selon la lettre d'Aristée (IIe siècle), la Septante aurait été composée à l'initiative du fondateur de la bibliothèque d'Alexandrie, Démétrios de Phalère. Celui-ci aurait suggéré à Ptolémée II (au pharaon selon Aristée) d'ordonner la traduction en grec de tous les livres israélites, textes sacrés et narrations profanes. Très vite après la fondation d'Alexandrie par Alexandre le Grand en 331, une population juive s'est en effet développée fortement, en particulier autour du Palais royal ; à tel point que deux des cinq quartiers sont réservés aux « descendants d'Abraham ». Ils continuent à y parler la langue hébraïque et à étudier les textes de l'Ancien Testament. Déjà intéressé par le sort de ses sujets israélites, le souverain apparaît également soucieux de connaître les règles des divers peuples qui lui sont assujettis dans le cadre d'une réorganisation de son royaume.
Les savants juifs au nombre de 72 (six de chacune des douze tribus d'Israël) sont chargés de cette traduction qui, en leur honneur, porte le nom de Version des Septante. La tradition prétend que le souverain sacrificateur de Jérusalem, Éléazar, n'accède à la demande de Ptolémée II qu'à une condition : l'affranchissement des Juifs de Judée faits prisonniers et réduits à l'esclavage en Égypte par le père du pharaon, Ptolémée Ier.

### Choix du successeur
Le choix de Ptolémée III par Ptolémée II est décidé à la suite d'une trahison de son fils aîné. Ptolémée III étant le second fils qu'il a eu de sa première épouse, Arsinoé Ire.
Ptolémée II s'éteint le 28 janvier 246 av. J.-C. à Alexandrie, en Égypte. Son fils Ptolémée III lui succède, il a alors une trentaine d'années et commence son règne par des campagnes militaires contre l'empire Séleucides, s'emparent de large territoire en Babylonie et en Anatolie, qui ne seront pas conservées. Sous son règne, l'Égypte atteindra son apogée, en s'appuyant sur les solides base posées par Ptolémée Ier et Ptolémée II.

## Représentations artistiques

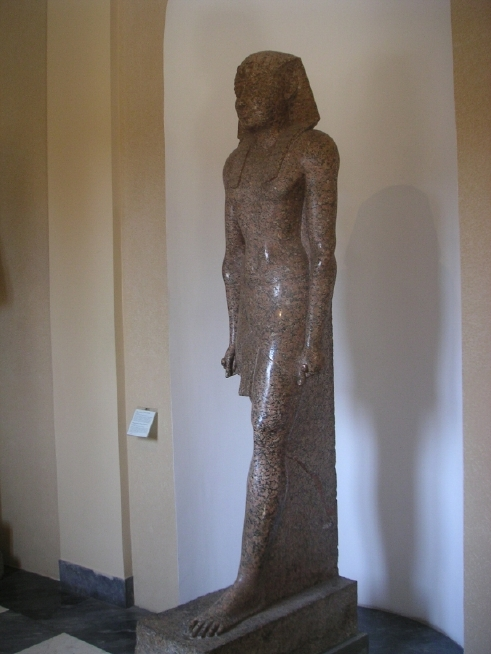
Statue colossale de Ptolémée II provenant d'Héliopolis, musées du Vatican.
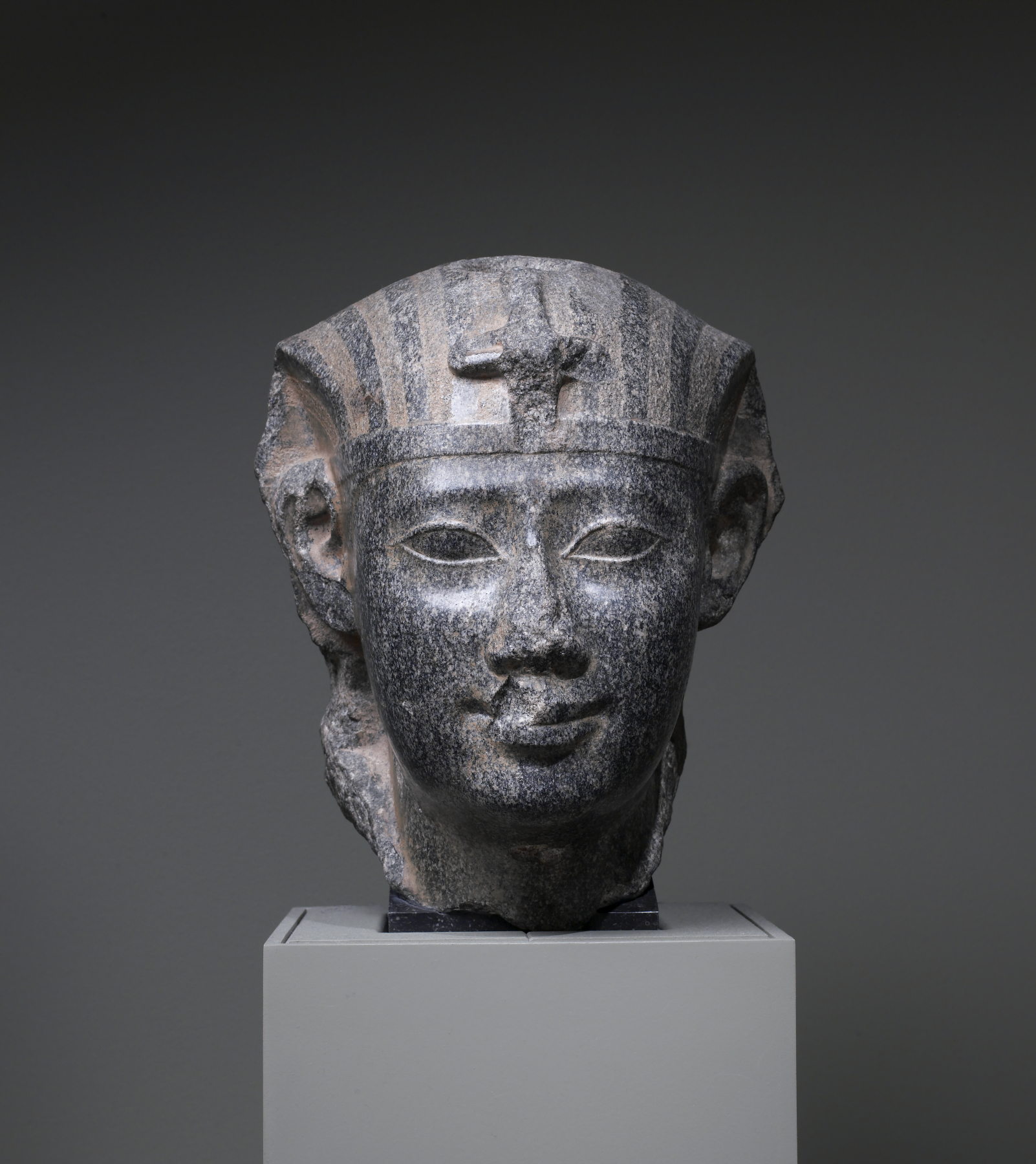
Buste de Ptolémée II selon les canons de l'art de l'Égypte antique.
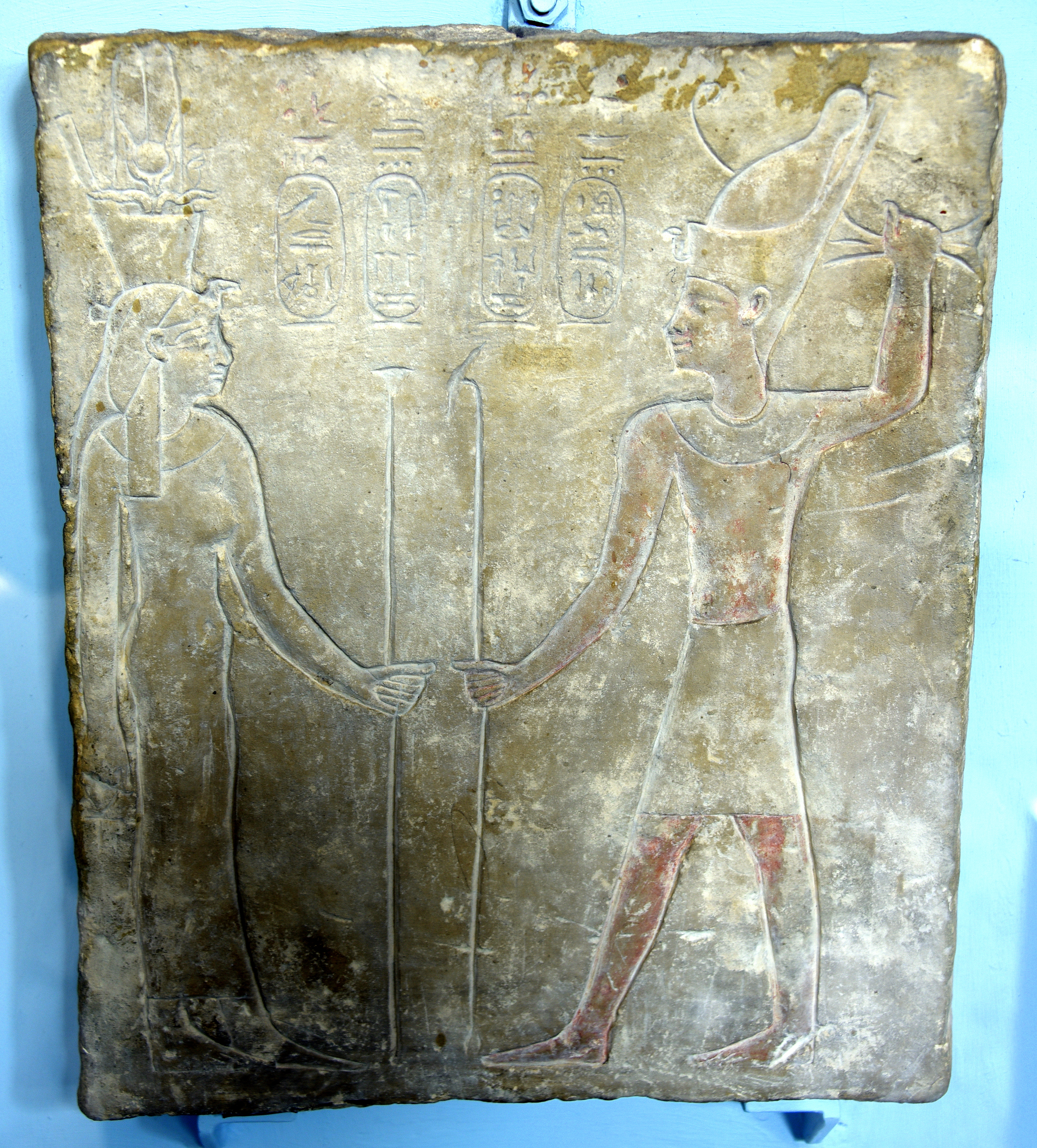
Représentation de Ptolémée II et Arsinoé II, temple de Tanis, British Museum.
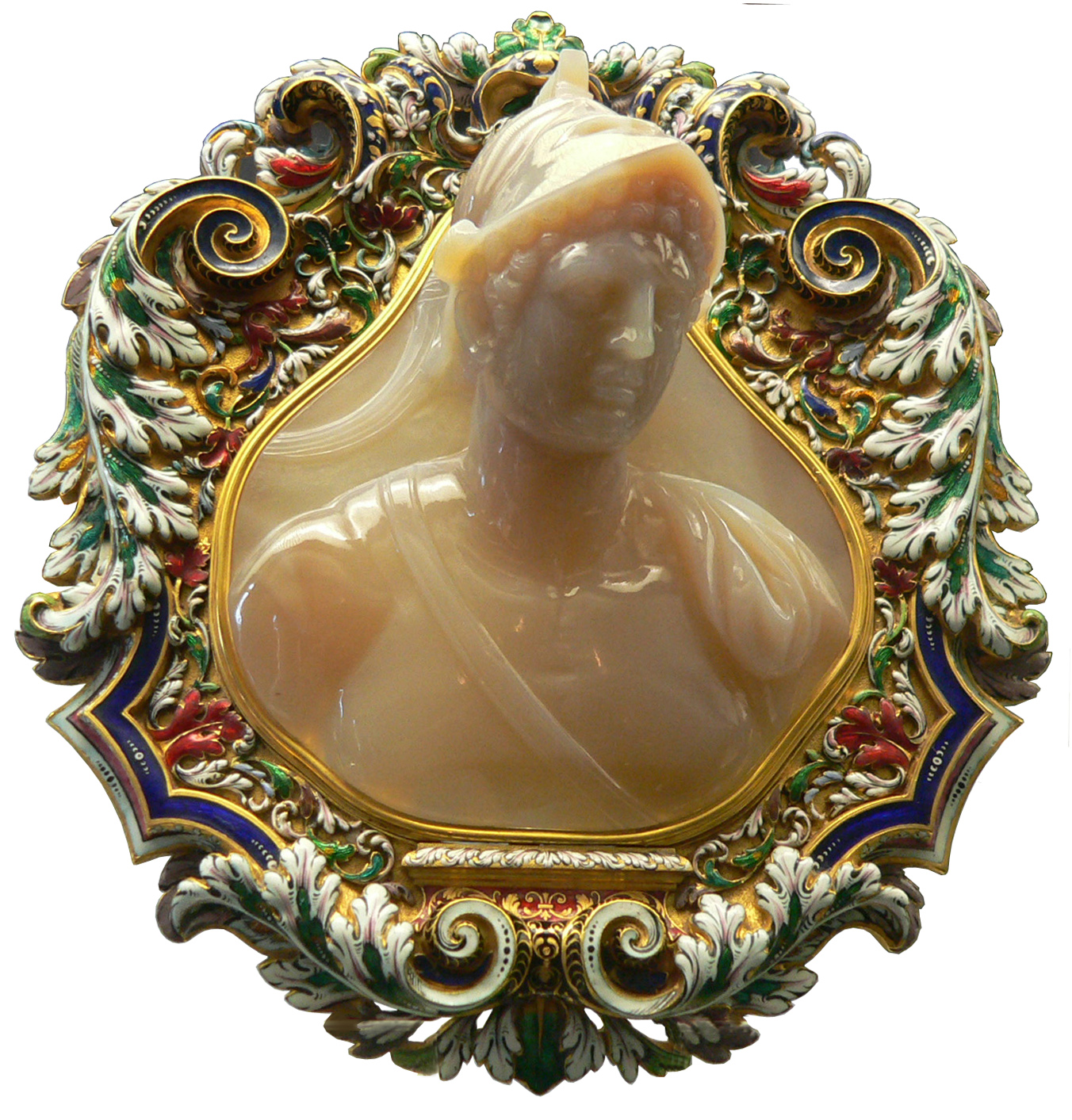
Ptolémée II, Cabinet des médailles de la Bibliothèque nationale de France.
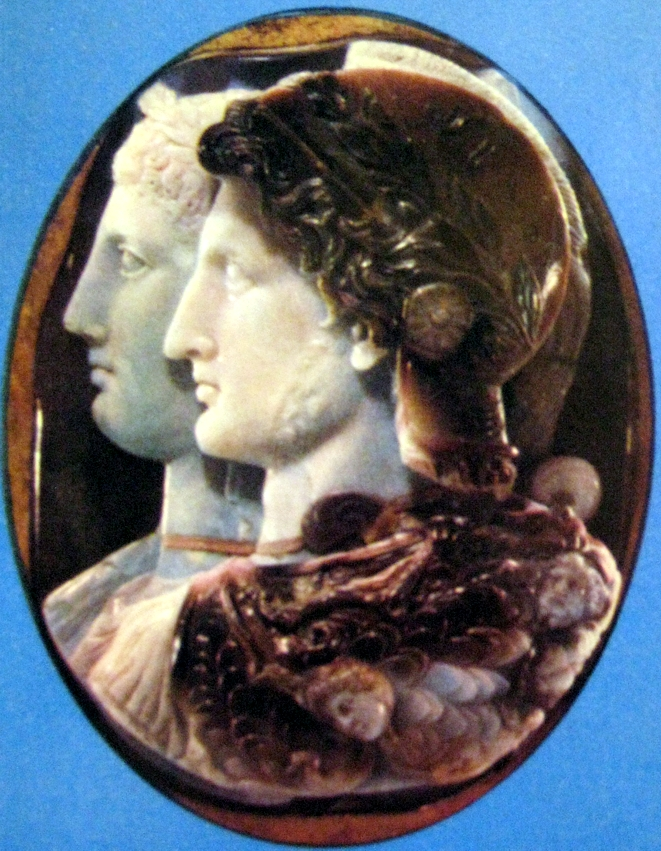
Camée de la Maison de Gonzague représentant Ptolémée II et Arsinoé II, musée de l'Ermitage.
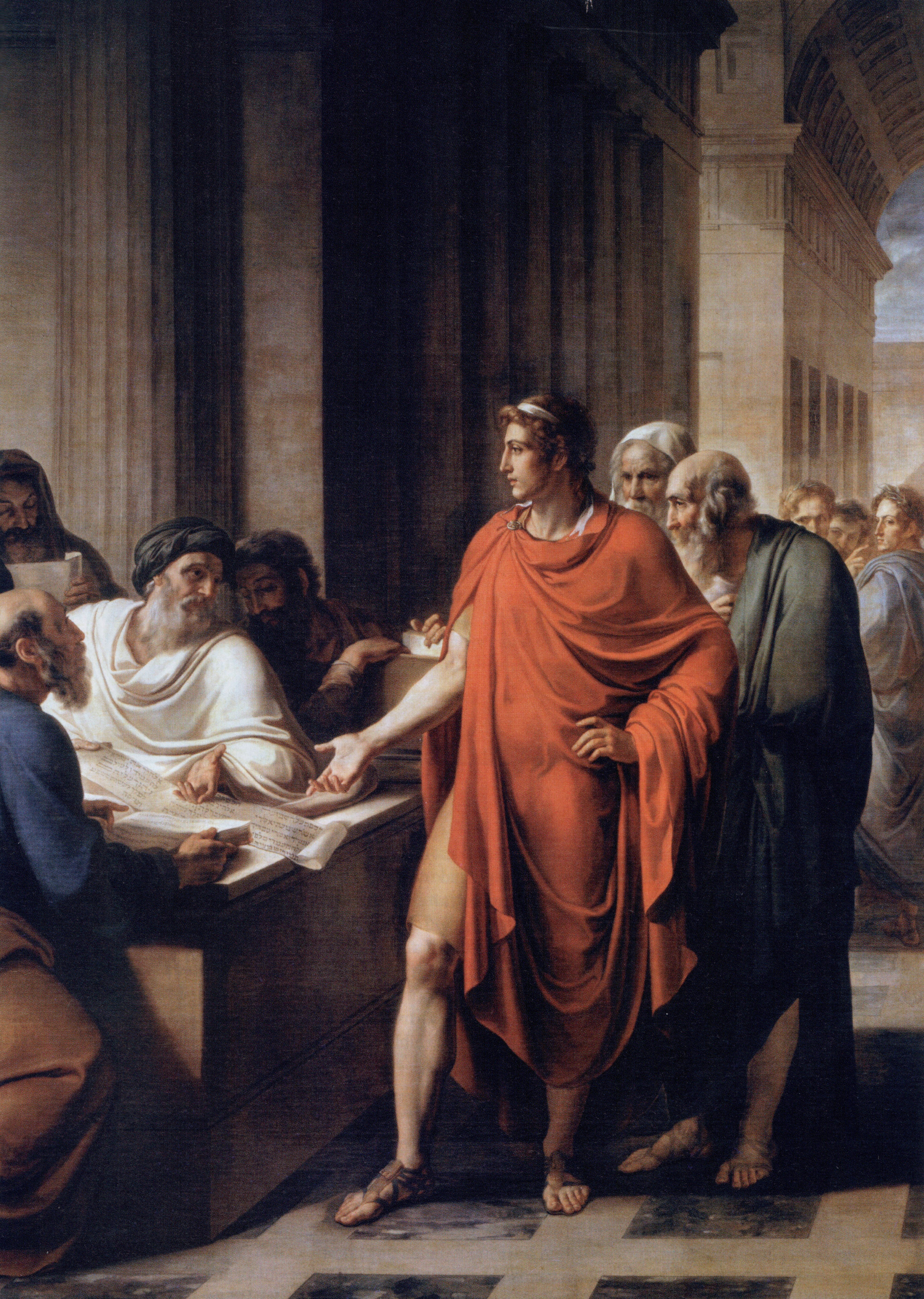
Ptolémée II examinant un rouleau de papyrus, Vincenzo Camuccini, 1813.